# Österreichische Nationalvereinigung für Genreserven landwirtschaftlicher Nutztiere
Die ÖNGENE – Österreichische Nationalvereinigung für Genreserven landwirtschaftlicher Nutztiere ist ein Verein in Thalheim bei Wels und wurde am 1. Juli 1982 gegründet.
Zweck ist die Erhaltung gefährdeter  Nutztierrassen und arbeitet seit 1982 an diesem Projekt. Sie wird von NGOs und staatlichen Organisationen unterstützt. Sie arbeitet auch mit DAGENE (Generhaltungsorganisation der Donauländer) zusammen.
2002 wurden die folgenden neun Rinderrassen, sieben Schafrassen, vier Ziegenrassen, fünf Pferderassen und zwei Schweinerassen betreut:

## Rinder
- Original Braunvieh
- Original Pinzgauer
- Tiroler Grauvieh
- Waldviertler Blondvieh
- Kärntner Blondvieh
- Tuxer-Zillertaler
- Pustertaler Sprintzen
- Murbodner Rind
- Ennstaler Bergschecken

## Schafe
- Kärntner Brillenschaf
- Braunes Bergschaf
- Tiroler Steinschaf
- Krainer Steinschaf
- Waldschaf
- Alpines Steinschaf
- Zackelschaf

## Ziegen
- Gämsfärbige Gebirgsziege
- Pinzgauer Ziege
- Tauernscheckenziege
- Steirische Scheckenziege

## Pferde
- Österreichischer Noriker
- Altösterreichisches Warmblut
- Lipizzaner
- Shagyaaraber
- Altösterreichischer Huzule

## Schweine
- Mangalitza
- Turopolje